# Liste des districts de l'Andhra Pradesh
L'État de l'Andhra Pradesh en Inde compte 26 districts répartis dans trois régions culturelles : Uttaraandhra ou Nord Andhra, Kostandhra et Rayalaseema.

## Liste des régions
| Régions                      | Districts |
| ---------------------------- | --- |
| Uttaraandhra ou Nord Andhra  | Srikakulam, Parvathipuram Manyam, Vizianagaram, Visakhapatnam, Alluri Sitharama Raju et Anakapalli                                                                     |
| Rayalaseema                  | Anantapur, Annamayya, Chittoor, Kadapa (YSR), Kurnool, Nandyal, Sri Sathya Sai et Tirupati.                                                                            |
| Kostandhra ou Andhra côtière | Bapatla, Eluru, Godavari oriental, Godavari occidental, Guntur, Kakinada, Konaseema, Krishna, NTR, Prakasam, Nellore, Palnadu, Srikakulam, Vizianagaram, Visakhapatnam |

## Liste des districts
| Sigle | District              | Chef-lieu     | Population (2011) | Superficie (km²) | Densité 2011 | Site officiel |
| ----- | --------------------- | ------------- | ----------------- | ---------------- | ------------ | ------------- |
| ASR   | Alluri Sitharama Raju | Paderu        | 953 960           | 12 251           | 78           | [ 2 ]         |
| AN    | Anantapur             | Anantapur     | 4 083 315         | 19 130           | 213          | [ 3 ]         |
| AP    | Bapatla               | Bapatla       | 1 586 918         | 382 884          | 275          | [ 4 ]         |
| CH    | Chittoor              | Chittoor      | 4 170 468         | 15 152           | 275          | [ 5 ]         |
| EG    | Godavari oriental     | Kakinada      | 5 151 549         | 10 807           | 477          | [ 6 ]         |
| GU    | Guntur                | Guntur        | 4 889 230         | 11 391           | 429          | [ 7 ]         |
| CU    | Kadapa                | Kadapa        | 2 884 524         | 15 359           | 188          | [ 8 ]         |
| KR    | Krishna               | Machilipatnam | 4 529 009         | 8 727            | 519          | [ 9 ]         |
| KU    | Kurnool               | Kurnool       | 4 046 601         | 17 658           | 229          | [ 10 ]        |
| NE    | Nellore               | Nellore       | 2 966 082         | 13 076           | 227          | [ 11 ]        |
| PR    | Prakasam              | Ongole        | 3 392 764         | 17 626           | 193          | [ 12 ]        |
| SR    | Srikakulam            | Srikakulam    | 2 699 471         | 5 837            | 462          | [ 13 ]        |
| VS    | Visakhapatnam         | Visakhapatnam | 4 288 113         | 11 161           | 340          | [ 14 ]        |
| VZ    | Vizianagaram          | Vizianagaram  | 2 342 868         | 6 539            | 384          | [ 15 ]        |
| WG    | Godavari occidental   | Eluru         | 3 934 782         | 7 742            | 490          | [ 16 ]        |